# Айяс (Жиронда)
Ая́с (фр. Aillas) — муніципалітет у Франції, у регіоні Нова Аквітанія, департамент Жиронда. Населення — 822 особи (01.01.2021).
Муніципалітет розташований на відстані близько 530 км на південь від Парижа, 60 км на південний схід від Бордо.

## Демографія
Динаміка населення (INSEE ):

## Економіка
2010 року серед 437 осіб працездатного віку (15—64 років) 316 були активними, 121 — неактивною (показник активності 72,3%, у 1999 році було 69,6%). З 316 активних мешканців працювало 276 осіб (144 чоловіки та 132 жінки), безробітними було 40 (13 чоловіків та 27 жінок). Серед 121 неактивної 31 особа була учнем чи студентом, 53 — пенсіонерами, 37 були неактивними з інших причин.

У 2010 році в муніципалітеті нараховувалося 325 оподаткованих домогосподарств, у яких проживали 779,5 особи, медіана доходів виносила 16 105 євро на одного особоспоживача